# Sicko
A Sicko Michael Moore amerikai filmrendező dokumentumfilmje az Egyesült Államok egészségügyi rendszerének visszásságairól, különös figyelemmel az egészségbiztosítókra.
Premierje a 2007-es cannes-i fesztiválon volt május 19-én. Mielőtt 2007. június 29-én Egyesült Államok- és Kanadaszerte a mozikba került, június 22-étől látható volt egy mozi műsorán Washingtonban. Még ezt megelőzően kiszivárgott az internetre a film egy kópiája.
A film jó kritikákat kapott, ugyanakkor értékét sokan vitatták. Politikai elemzők, elsősorban a politikai jobboldalon, túlzásokkal vádolták a filmet. A Sicko már a vetítés első hétvégéjén 4,5 millió dolláros jegybevételt ért el Amerikában.

## Szinopszis
A Sicko az amerikai profitérdekelt egészségbiztosítás és a gyógyszeripar teremtette problémákról szól. Fő üzenete, hogy a közfinanszírozású egészségügy jobb, mint a jelenlegi amerikai modell, amelynek alapelvei a dokumentumfilm szerint a lehető legnagyobb nyereség és a lehető legkevesebb betegellátás. A filmben Moore például ezt mondja: "És az Egyesült Államok az egészségügyben a 37. helyre süllyedt a világban és csak valamivel áll Szlovénia előtt." A film bemutatja a 2001. szeptember 11-ei események önkéntes, amerikai, egészségkárosodást szenvedett munkásainak kálváriáját, akik vagy egyáltalán nem, vagy csak óriási összegekért kaptak egészségügyi ellátást, ugyanakkor a szocialista Kuba egészségügyi intézményei teljesen ingyen ellátták őket.

### Az amerikai egészségügyi rendszer

#### Történetek megtagadott ellátásról
A film olyan emberek történeteinek az elbeszélésével indul, akiktől megtagadták az egészségügyi ellátást, vagy mert nem volt egészségbiztosításuk, vagy mert az egészségbiztosító megtagadott tőlük bizonyos fajta kezelést, különböző okokra hivatkozva. (2006. február 3-án Moore blogjában hívott fel arra, hogy küldjék el neki a saját „egészségügyi horror történeteiket”.)
A bemutatott példák közül néhány:
- Doug Noe biztosítója, a Cigna Healthcare Noe kislánya, Annette számára, aki veleszületett halláscsökkenéssel született, jóváhagyta a cochleáris implantátum beültetésének finanszírozását, de csak az egyik fülére, azt állítva, hogy a mindkét fülre kiterjedő műtét „kísérleti” jellegű lenne. Miután Noe azzal fenyegette meg a Cignát, hogy Moore filmet csinál az amerikai egészségügyi rendszerről és Noe esete is benne lesz, a biztosító hozzájárult a második implantátumhoz is. (Moore valójában ekkor még nem is tudott Noe esetéről.)
- Egy nő kifizetésre megkapja a mentőszámlát, mert nem rendezte az ügyet a biztosítójával a mentő kihívása előtt miután autóbalesetet szenvedett. A baleset következtében eszméletét vesztette és nem volt képes a biztosító hozzájárulását megszerezni.
- A film bemutatja Tracy Pierce özvegyét, akinek férje veserákban elhunyt, miután a biztosító visszautasította, hogy finanszírozza az orvosa által javasolt kezeléseket, köztük egy csontvelőátültetést, amely életmentő lehetett volna.
- Hajléktalanok, kórházi hálóruhában, néhányan infúziós csövekkel a karjukon, akiket a Los Angeles-i kórházak hajléktalanszállókon vagy az utcán raktak le, miután kaptak némi kezelést.
- Egy nő egészségbiztosítója visszamenőleges hatállyal visszautasította számára a finanszírozást egy operáció után, mert nem említett meg egy korábbi apró gombafertőzést (candidiasis).
- Rick véletlenül lefűrészelte a középső és a gyűrűs ujja végét, miközben otthon dolgozott. Mivel nem volt biztosítása és csak korlátozott mennyiségű pénzzel rendelkezett, a kórházban megkérdezték tőle, hogy a középső ujja végét illesszék vissza $60,000-ért, vagy a gyűrűsujja végét $12,000-ért. (A gyűrűsujját választotta, „mivel javíthatatlanul romantikus” – hangzik el a filmben.)

## A film fogadtatása
A film Európában és Az Egyesült Államokban is jó kritikákat kapott. A vetítés első hétvégéjén 4,5 millió dolláros jegybevételt generált hazájában, ami mozinként 10 204 dollárt jelent, s ezzel az adott hétvége második legjobb ilyen jellegű eredményét érte el a L'ecsó mögött.

## Jelentősebb díjak és jelölések
| Díj       | Kategória              | Jelöltek                       | Nyert-e? |
| --------- | ---------------------- | ------------------------------ | -------- |
| Oscar-díj | legjobb dokumentumfilm | Michael Moore és Meghan O'Hara |          |

A film 7 díjat nyert el különböző kritikusi és szakmai szervezetektől.

## Külső hivatkozások
- A Sicko hivatalos oldala Archiválva 2020. december 6-i dátummal a Wayback Machine-ben
- A Sicko az IMDb-n
- A Sicko a Rotten Tomatoes-on – kritikák
- A Sicko a Box Office Mojón – bevételek, statisztikák
- A Sicko a Cinematrixon[halott link]
- A Sicko' a PORT.hu-n (magyarul)

### Cikkek
Magyar nyelven:
- Kultplay.hu: Sicko – ez itthon is fájni fog
- Hetivalasz.hu: Az amerikai beteg[halott link]

Angol nyelven:
- Sicko trailer a YouTube-on
- Sicko? The truth about the US healthcare system A The Independent cikke
- An Hour with Michael Moore on "Sicko" Michael Moore interjú (Democracy Now)
- Sicko on DVD Talk[halott link]
- Michael Moore Helps his Biggest Nemesis – kritikák